# Achille Loria
Achille Loria (Mântua, 2 de março de 1857 — Luserna San Giovanni, 6 de novembro de 1943) foi um sociólogo positivista, históriador e economista italiano.[carece de fontes?]
Compondo o Parlamento italiano de sua época, estava entre a ala socialista e, influenciado pelo evolucionismo spenceriano, defendia que as transformações sociais deveriam ser feitas através de reformas.
No Brasil teve suas idéias comentadas por Pontes de Miranda, Sílvio Romero, Hermes Lima e Florentino Menezes.